# Dutch Antilles Express
Dutch Antilles Express – regionalna linia lotnicza z siedzibą na Curaçao. Obsługuje regularne połączenia na Bonaire, Curaçao, Sabie, Sint Eustatius, Sint Maarten i Wenezueli. Główną bazą jest Port lotniczy Curaçao.

## Flota
Flota składa się z: